# Шерц (Тексас)
Шерц (енгл. Schertz) град је у америчкој савезној држави Тексас. По попису становништва из 2010. у њему је живело 31.465 становника.

## Демографија
Према попису становништва из 2010. у граду је живело 31.465 становника, што је 12.771 (68,3%) становника више него 2000. године.
| Група             | 2000.          | 2010.          |
| Белци             | 13.026 (69,7%) | 19.052 (60,5%) |
| Афроамериканци    | 1.228 (6,6%)   | 2.695 (8,6%)   |
| Азијати           | 330 (1,8%)     | 738 (2,3%)     |
| Хиспаноамериканци | 3.640 (19,5%)  | 8.099 (25,7%)  |
| Укупно            | 18.694         | 31.465         |